# دبليو. هارمون راي
دبليو. هارمون راي (بالإنجليزية: W. Harmon Ray)‏ هو مهندس أمريكي، ولد في 4 أبريل 1940 في واشنطن العاصمة في الولايات المتحدة.